# Bundestagswahlkreis Olpe – Siegen-Wittgenstein II
Der Bundestagswahlkreis Olpe – Siegen-Wittgenstein II war von 1980 bis 2002 ein Wahlkreis in Nordrhein-Westfalen. Er besaß die Wahlkreisnummer 121 und umfasste den Kreis Olpe sowie die Städte Freudenberg, Hilchenbach und Kreuztal aus dem Kreis Siegen-Wittgenstein. Der Kreis Olpe gehört seit 2002 zum Wahlkreis Olpe – Märkischer Kreis I während Freudenberg, Hilchenbach und Kreuztal seit 2002 zum Wahlkreis Siegen-Wittgenstein gehören.
Der Wahlkreis Olpe – Siegen-Wittgenstein II wurde stets von Kandidaten der CDU gewonnen, zuletzt von Hartmut Schauerte.

## Wahlkreissieger
| Wahl | Name              | Partei | Erststimmen |
| ---- | ----------------- | ------ | ----------- |
| 1998 | Hartmut Schauerte | CDU    | 49,9 %      |
| 1994 | Hartmut Schauerte | CDU    | 52,1 %      |
| 1990 | Joachim Grünewald | CDU    | 56,2 %      |
| 1987 | Joachim Grünewald | CDU    | 57,0 %      |
| 1983 | Willi Weiskirch   | CDU    | 61,1 %      |
| 1980 | Willi Weiskirch   | CDU    | 54,8 %      |